# Peter Lübeke
Peter Lübeke (Perleberg, 26 de noviembre de 1952 - 22 de julio de 2022) fue un entrenador y futbolista alemán que jugaba en las demarcaciones de centrocampista y delantero.

## Biografía
Peter Lübeke debutó en 1971 a la edad de diecinueve años con el Hamburgo S. V., club en el que militó durante dos temporadas antes de fichar por dos temporadas por el 1. FC Saarbrücken. Posteriormente fue traspasado al KFC Uerdingen 05, y un año después, habiendo salido el jugador de Alemania, fichó por el Hércules C. F. Tras una temporada en la que jugó durante treinta partidos y marcó dos goles, el equipo no renovó al jugador, por lo que se fue al Eintracht Brunswick, quien cedió al jugador al Ajax de Ámsterdam durante una temporada. Finalmente, Peter volvió al Eintracht Brunswick para retirarse en 1980.
Posteriormente, en 2002, probó como entrenador en el RSV Göttingen 05, pero tras unos malos resultados fue destituido en el mismo año.

## Clubes
| Club                | País         | Año       | Partidos | Goles |
| ------------------- | ------------ | --------- | -------- | ----- |
| Hamburgo S. V.      | Alemania     | 1971-1973 | 21       | 7     |
| 1. FC Saarbrücken   | Alemania     | 1973-1975 | 66       | 22    |
| KFC Uerdingen 05    | Alemania     | 1975-1976 | 23       | 3     |
| Hércules CF         | España       | 1976-1977 | 30       | 2     |
| Eintracht Brunswick | Alemania     | 1977-1978 | 16       | 3     |
| Ajax de Ámsterdam   | Países Bajos | 1978      | 6        | 0     |
| Eintracht Brunswick | Alemania     | 1978-1980 | 11       | 0     |

## Palmarés
- Copa de la Liga de Alemania: 1973 - Hamburgo S. V.